# Dom van Braunschweig
De Dom van Braunschweig (Duits: Braunschweiger Dom) is de belangrijkste kerk in de Duitse stad Brunswijk. De kerk werd tegenover de burcht Dankwarderode in 1173 als stiftskerk gesticht door Hendrik de Leeuw, hertog van Saksen en Beieren. Het kerkgebouw werd gewijd aan Sint-Blasius en de Johannes de Doper en door de hertog bestemd tot zijn grafkerk en die van zijn gemalin Mathilde Plantagenet.

## Geschiedenis
De bouw van de Dom begon nadat Hendrik de Leeuw terugkeerde van een pelgrimstocht naar het Heilige Land. Tijden de verbanningen van Hendrik naar Engeland door keizer Frederik I Barbarossa in de jaren 1182–1185 stond de bouw tijdelijk stil. Aannemelijk is dat de oostzijde van het gebouw rond 1188, het jaar dat het nu nog steeds aanwezige Maria-altaar werd gewijd, gereed kwam. Alhoewel in 1195 het dak van de kerk afbrandde, moeten de werkzaamheden aan het kerkschip en aan een deel van het westwerk reeds afgesloten zijn geweest.
Toen Hendrik in 1195 stierf, werd hij naast zijn tweede vrouw Mathilde, die reeds in 1189 was gestorven, in een onvoltooide Dom bijgezet. De Brunswijkse Dom werd op 29 december 1226 gewijd. Als derde patroonheilige werd Thomas Becket gekozen.
Het gebouw werd hoogstwaarschijnlijk reeds in de 14e of 15e eeuw als Dom betiteld. Naar middeleeuwse begrippen was de kerk daarmee niet zozeer de zetel van de bisschop, maar veeleer werd er een stiftskerk mee bedoeld. Tot in de 19e eeuw droeg de Dom van Brunswijk daarom de titel stiftskerk.
Sinds 1543 is de Dom een protestants godshuis, maar met de opkomst van het nationaalsocialisme brak er voor de Dom een donkere periode aan.

### De Dom in de periode 1933-1945
De minister-president van de Vrijstaat Brunswijk en NSDAP-lid Dietrich Klagges wenste ter opluistering van zijn eigen carrière de oprichting van een Oostfaals gouw. In dit gouw zag Klagges voor zichzelf de rol van gouwleider weggelegd. Om zijn ambities kracht bij te zetten ijverde hij ervoor dat Brunswijk de titel "meest Duitse stad" kreeg, een titel die Adolf Hitler later echter Neurenberg toebedeelde.
De kruistocht van Hendrik in 1147 tegen de Slaven, de daaruit voortkomende onderwerping en kolonisatie van het gebied bleek uitstekend binnen de nationaalsocialistische ideologie in te passen. Kopstukken van het nationaalsocialisme zagen in Hendrik de Leeuw een voorloper van hun ideologie. Op 5 mei 1935, tijdens een bezoek van Hermann Göring en Hanns Kerrl aan Brunswijk, deed Klagges zijn plannen uit de doeken om van de Brunswijker Dom een nationaal herdenkingsmonument te maken. En zo werden ten behoeve van de nazi-ideologie zowel Hendrik de Leeuw als de Brunswijker Dom geëxploiteerd. Om de Führer voor zich en zijn plan te winnen stelde Klagges Hitler op één lijn met Hendrik de Leeuw. In juni deelde Klagges de bisschop Helmuth Johnsen mee dat binnen enkele dagen het graf van Hendrik de Leeuw voor archeologisch onderzoek zou worden geopend. Zonder verdere kennisgeving aan de kerk begonnen de door Klagges aangewezen archeologen aan de opening van het graf. Het omstreden en slecht uitgevoerde onderzoek werd afgesloten op 6 juli 1935 en resulteerde in de vondst van drie graven.

### De drie graven
- Op 27 juni werd een stenen sarcofaag geopend. Aan het daglicht verscheen een lichaam dat grotendeels was vergaan. Er werden resten gevonden van de onderste ledematen. De schedel was op de eerste blik amper als zodanig te herkennen. Verder onderzoek wees niet eenduidig uit of het een man of een vrouw betrof. Uit de ledematen maakte men echter snel op dat de persoon een zware handicap moest hebben gehad, aangezien het ene been 10 cm korter was dan het andere. Omdat Hendrik de Leeuw bij een val van zijn paard zwaar gewond raakte, ging men er gezien de vastgestelde handicap ervan uit dat het de sarcofaag van Hendrik moest zijn. In 1974 wees een onderzoek uit dat de resten toebehoorden aan een donkerharige vrouw van klein gestalte met een heupgebrek. Van Mathilde werd overgeleverd dat zij altijd in draagstoel werd verplaatst, een aanwijzing dat zij moeilijk ter been was.
- Er werd eveneens een kleine sarcofaag gevonden, waarin de resten lagen van een kind dat op grond van de lengte (70 cm) ongeveer 3 jaar oud moet zijn geweest. Aangenomen werd dat het een zoontje van Hendrik betrof.
- Tussen de beide sarcofagen werden ook de vermolmde resten van een houten sarcofaag gevonden, waarin zich in een dichtgestikt lederen omhulsel van 2,05 m lengte een skelet bevond. In 1935 werden de resten eenduidig als vrouwelijk geïdentificeerd en toegekend aan Mathilde, de tweede vrouw van Hendrik. Bij het onderzoek van 1974 werden de houtresten met het daarin gelegen skelet als het graf van Hendrik de Leeuw geïdentificeerd.

De twee volwassenen werden na het laatste onderzoek van 1974 herbegraven in twee zinken kisten, die werden ingebed in een oude en een nieuwe stenen sarcofaag. Het onderzoek werd overigens niet zonder de nodige twijfels afgesloten.
Tot groot genoegen van Klagges bracht Hitler op 17 juli 1935 samen met andere naziprominenten als Heinrich Himmler, Hermann Göring Bernhard Rust en Hanns Kerrl een bliksembezoek aan de Dom. Het bezoek van Hitler liep echter op een grote teleurstelling voor Klagges uit. Hitler trok namelijk alle regie naar zich toe en zette Klagges op een zijspoor. De omvorming van het godshuis tot een nationaalsocialistisch monument werd een zaak van uitsluitend de Führer zelf. De reeds uitbesteedde verbouwingsopdrachten werden ingetrokken en vervolgens gaf Hitler Hanns Kerrl de bevoegdheid om de verbouwing van de Dom te leiden.

### De ontheiliging van de Dom en verbouwing tot nationale cultplaats
Nog hetzelfde jaar gaf Hitler de opdracht tot de bouw van een grafkelder onder de kerk voor Hendrik de Leeuw. De kerk protesteerde bij Kerrl en Klagges tegen de bouwwerkzaamheden, maar tevergeefs. De dompredikant werd uit zijn ambt ontheven. Tijdelijk werden nog erediensten in het hoogkoor toegestaan, maar daarna werd de christelijke religie helemaal uit het voormalige godshuis verbannen. In 1936 werd begonnen met de bouw van de grafkelder die in 1938 werd voltooid. Boven de ingang van de kelder werd naar ontwerp van Arno Breker een sluitsteen aangebracht van een gestileerde leeuwenkop. De grafkelder werd versierd met de wapens van Hendrik de Leeuw, zijn residentie Brunswijk en de door hem gestichte steden München, Lübeck en Lüneburg en aan de westelijke zijde van de kelder met een hakenkruis, dat in 1945 weer werd verwijderd.
Om van de ontheiligde kerk een nationale kultstätte te scheppen werd het interieur teruggebracht naar de toestand in de tijd van Hendrik de Leeuw, althans volgens de inzichten van de nationaalsocialistische bouwleiding. Kruisen, epitafen, gestoelte en schilderijen en verder alles wat er in de loop der eeuwen door de kerk aan het interieur was toegevoegd werden verwijderd. Grote vuurschalen werd geplaatst om de voormalige kerk te verlichten. Aan de muren van het kerkschip verschenen van de hand van de onbekende schilder Wilhelm Dohme acht monumentale wandschilderingen die de "Verovering van het Oosten" door Hendrik de Leeuw thematiseerden. In november 1940 werd het gebouw sinds vele jaren voor het eerst weer toegankelijk. De na de Tweede Wereldoorlog opgehangen Alfred Rosenberg wijde het gebouw onder de naam Halle Heinrichs des Löwen als nationale kultplaats in.

### Na 1945
Ofschoon de binnenstad van Brunswijk door de vele luchtaanvallen in de jaren 1940-1945 voor 90% werd verwoest, bleef de Dom tijdens de bombardementen grotendeels intact.
Na de oorlog werden de nationaalsocialistische verbouwingen aan de kerk voor zover mogelijk ongedaan gemaakt. En de Dom van Brunswijk kreeg weer de bestemming van een protestants godshuis. In een verdrag tussen de overheid en de kerk werd geregeld dat de Dom en al haar kunstschatten in de door de kerk beheerde stichting Domkirche St. Blasius werd ondergebracht.
In de jaren 60 werd de Dom grondig gerestaureerd. Bij deze gelegenheid werd de ernstige schade aan de fundamenten, die ontstond tijdens de bouw van crypte voor Hendrik de Leeuw in 1936, hersteld.
Tegenwoordig bezoeken jaarlijks gemiddeld 350.000 mensen de Dom van Brunswijk. Daarmee behoort het godshuis tot de tien meest bezochte protestantse kerkgebouwen van Duitsland en Zwitserland.

## Inrichting
- Ongeveer 80% van de fresco's in het achterste deel van het schip, het transept en de apsissen zijn bewaard gebleven. De fresco's werden tussen 1230-1250 aangebracht en in 1845 herontdekt en vervolgens volgens toenmalige maatstaven gerestaureerd.
- In het noordelijke zijschip bevindt zich het zogenaamde "Imervard-kruis". Het romaanse kruis is ouder dan de Dom zelf en dateert vermoedelijk uit het jaar 1150. Waarschijnlijk betreft het een processiekruis dat in een processie of kruistocht werd meegedragen. Met zekerheid valt vast te stellen dat het niet een triomfkruis betreft. In het kruis bevindt zich een opening waar relieken worden bewaard. Op de gordel van de gekruisigde is het Latijnse inschrift IMERVARD ME FECIT te lezen (Imervard heeft mij vervaardigd), een verwijzing naar de maker van het beeld.
- Een van de vele altaren die er in de loop der eeuwen in de Dom stonden is het door Hendrik de Leeuw en zijn gemalin geschonken Maria-altaar. Op 8 september 1188, de geboortedag van de Heilige Maagd, werd het altaar ingewijd. Het Maria-altaar is het enige altaar dat een geschiedenis van 800 jaar heeft overleefd. Alle andere altaren zijn verdwenen.
- Een ander beroemd voorwerp is de zevenarmige kandelaar uit vermoedelijk het jaar 1190. Zeker is dat deze kandelaar zich al sinds 1196 in de Brunswijker Dom bevindt. De kandelaar is vijf meter hoog, heeft een spanwijdte van vier meter en weegt meer dan 400 kg. Soortgelijke kandelaren treft men aan in de Dom van Essen, in de Dom van Milaan en in de Kolberger Dom. Ondanks de gelijkenis heeft de kandelaar weinig met de menora van doen. De kandelaar met florale motieven staat in de christelijke symboliek voor de Levensboom. Waarschijnlijk werd de kandelaar door Hendrik de Leeuw geschonken voor het graf van zijn kort tevoren overleden vrouw Mathilde.
- Het grafmonument van Hendrik de Leeuw en Mathilde van Engeland bevindt zich voor het Maria-altaar. Het monument ontstond enkele decennia na hun dood. Hendrik houdt in zijn rechterhand een model van de Dom en in zijn linkerhand het zwaard, Mathilde wordt als een vrome vrouw met gevouwen handen voorgesteld. Het monument wordt gedateerd tussen de jaren 1200-1260; aan het kerkmodel is in ieder geval af te lezen dat er reeds een aantal gotische veranderingen aan het godshuis hadden plaatsgevonden.
- De Berlijnse orgelbouwer Karl Schuke bouwde in 1962 een orgel met 55 registers verdeeld over vier manualen.
- De Brunswijker dom bezit 12 klokken, overwegend uit het begin van de 16e eeuw. De drie grootste klokken werden in het jaar 1502 door de gerenommeerde Nederlandse klokkengieter Geert van Wou gegoten. Tijdens de Tweede Wereldoorlog moesten alle klokken worden afgegeven om te worden omgesmolten. De drie grootste klokken bleven echter hangen. Na de oorlog keerden de klokken onbeschadigd van het klokkenkerkhof terug. De oudste klok is het Adämchen respectievelijk Blasius minimus uit de 15e eeuw.
- Vanuit het westelijke dwarsschip komt men in de romaanse crypte. Deze benedenkerk is het oudste deel van de Dom. Het betreft een drieschepige hallencrypte die zich onder de viering en het koor bevindt. Van de vier zuilen onder de viering zijn er drie zandstenen zuilen afkomstig uit de stiftskerk die voorafging aan de Dom. De crypte herbergt de lijkkisten van de Welfische vorsten tot de 19e eeuw. In het westen voert een trap naar de grafkelder met de sarcofagen van Hendrik de Leeuw en Mathilde.

## Architectuur
De Dom werd oorspronkelijk als drieschepige romaanse pijlerbasiliek met dwarsschip , drie apsissen, crypte en hoogkoor ontworpen met een voor Saksische streken typerend rechthoekig westwerk. Het oostelijke front is het meest oorspronkelijk, hier is de romaanse bouw het meest puur gebleven. In het begin van de 13e eeuw werd het driepasvenster in het oostelijk travee gezet. Het venster geeft van buiten aan waar Hendrik de Leeuw en zijn vrouw werden begraven.
In de noordelijke arm van het transept bevindt zich het zogenaamde Löwenportal, het enige behouden romaanse portaal. Daarboven is een wapen van de Welfische kanselier en stiftsheer Ludolf Quirre met het jaartal 1469 aangebracht. Tussen de beide achthoekige torens van de dom werd rond 1300 een gotische klokkenstoel gebouwd. De torens zelf werden echter nooit geheel voltooid. Tussen 1322-1346 werd aan de zuidzijde nog een zijschip toegevoegd en na afbraak van een reeds aan de noordzijde bestaand zijschip werd op de plaats een tweeschepige laatgotische hal gebouwd. De wijding vond plaats in 1477.
Opvallend aan het noordelijke zijschip zijn de invloeden van de Engelse laatgotiek zoals de tudorbogen, de vormgeving van de gewelven en de gedraaide zuilen.
De uit vier traveeën bestaande basiliek beschikt naast het dwarsschip en het koor eveneens een oorspronkelijk overwelft kerkschip. De Dom is daarmee een van de eerste grote kerken van Nedersaksen die geheel werd overwelft.
Grotere architectonische wijzigingen vonden onder hertog Rudolf August rond 1687 en zijn broer hertog Anton Ulrich rond 1700 plaats. Tussen 1866 en 1910 werd de Dom grondig gerestaureerd en in de stijl van het historisme verbouwd.

## Wetenswaardigheden
In de muur van de oostelijke zijde van de Dom bevindt zich een kanonskogel. De stad werd in de 17e eeuw talrijke keren belegerd. Onder de kogel staat in Romeinse cijfers XX aug. MDCXY. Dit wijst op de belegering door de troepen van hertog Frederik Ulrich in de zomer van 1615.
Bij het zogenaamde Löwenportal in de noordelijke arm van het transept bevinden zich in de dagkant diepe krabsporen. De krassen hebben geleid tot vele legenden. Mogelijk zijn de krabsporen ontstaan omdat soldaten er lansen en zwaarden scherpten. Een andere mogelijkheid is dat de bevolking gruis afnam omdat men de stenen een geneeskrachtige werking toedichtte. Dit portaal was namelijk het enige portaal waarvan de stenen Hendrik de Leeuw hebben moeten "gezien". Men geloofde dat de inname van gruis deel gaf aan de legendarische kracht van Hendrik de Leeuw. Een andere reden voor het uitkrabben van gruis zou gelegen kunnen zijn in het feit dat de Dom aan Sint-Blasius werd gewijd. Sint-Blasius is de schutspatroon van lijders aan keel- en halsziekten. Inname van het gruis zou volgens middeleeuwse veronderstellingen genezing brengen.

## Afbeeldingen

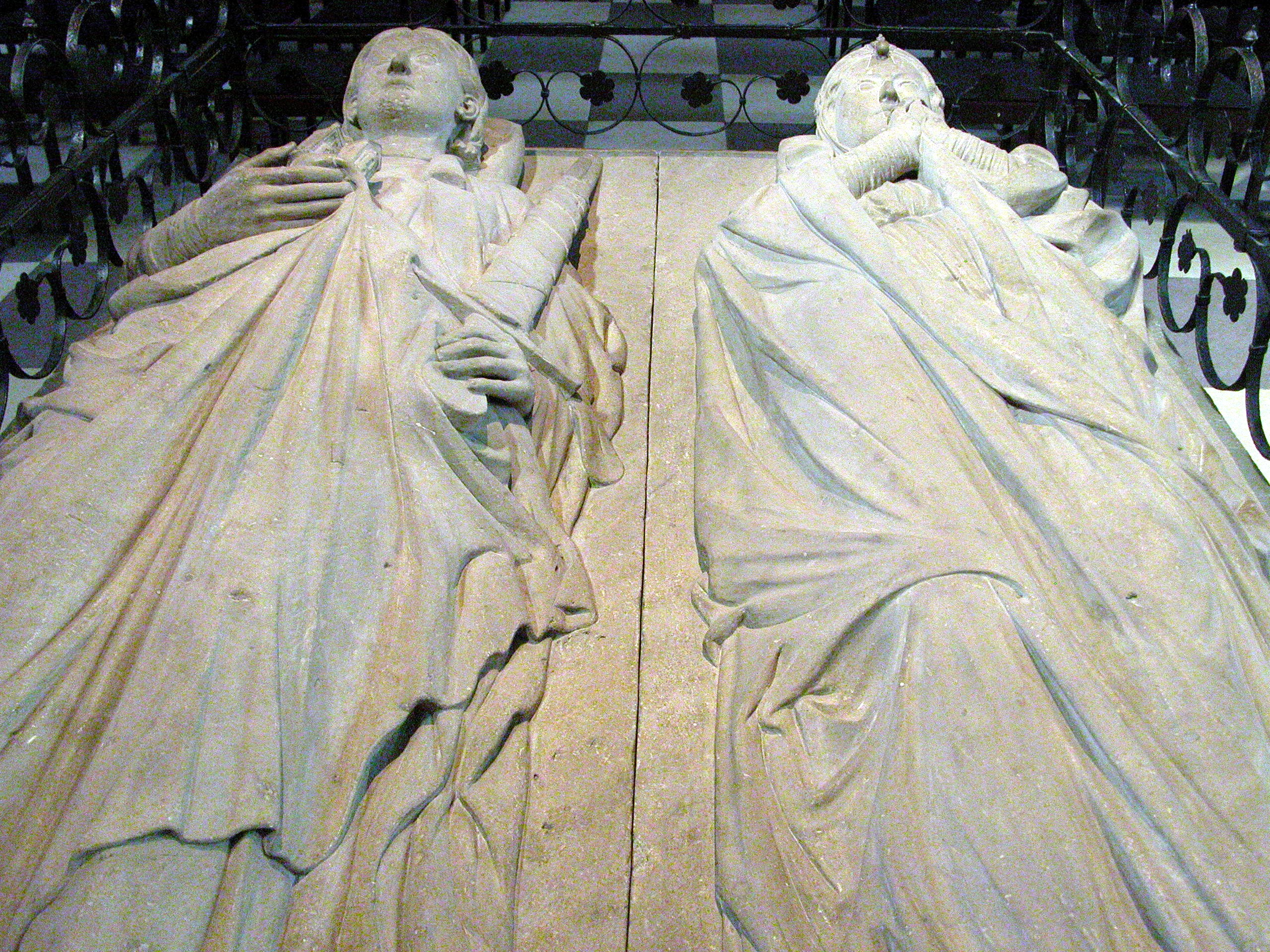
Grafmonument Hendrik en Mathilde
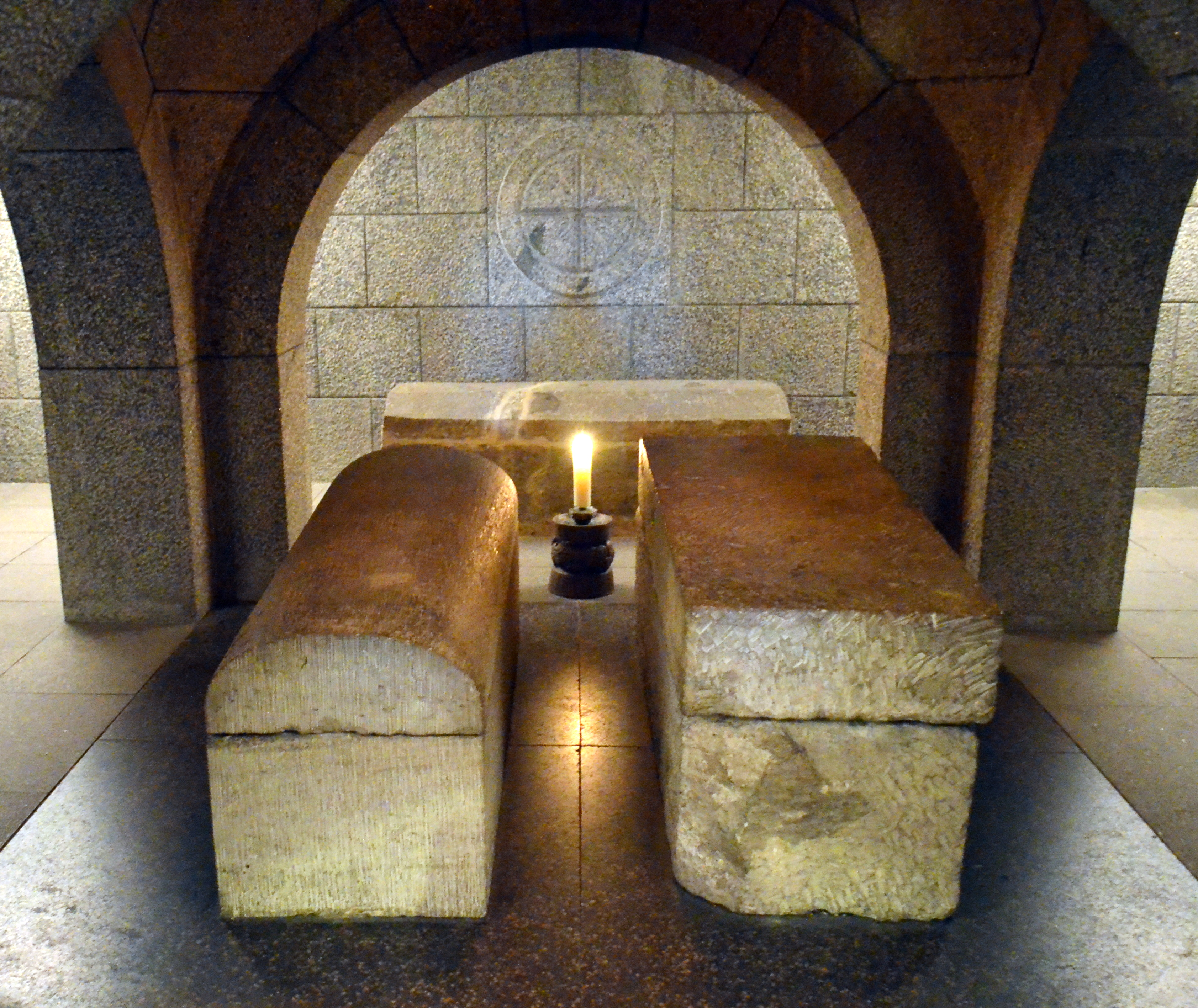
Crypte Hendrik de Leeuw
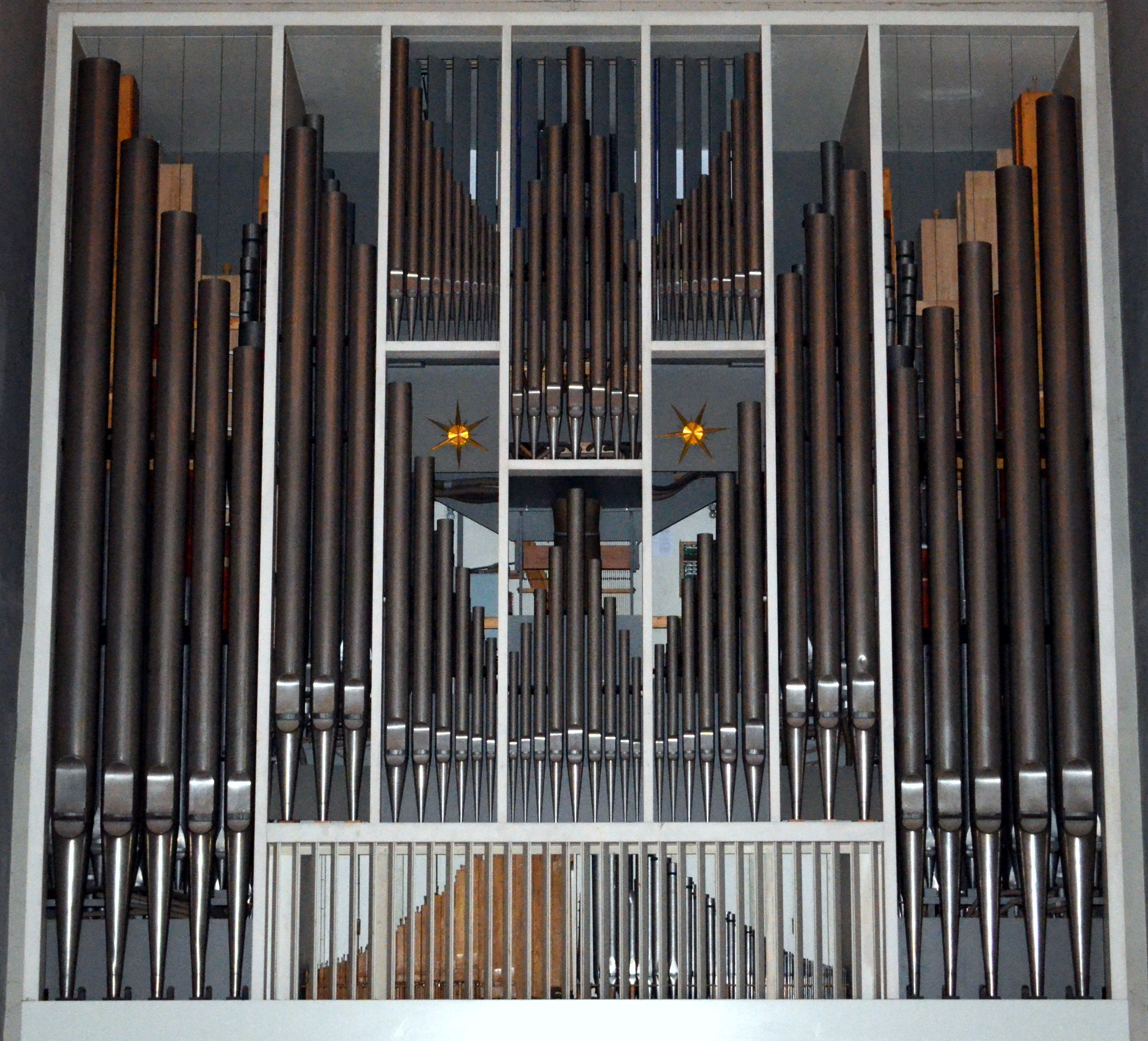
Orgel
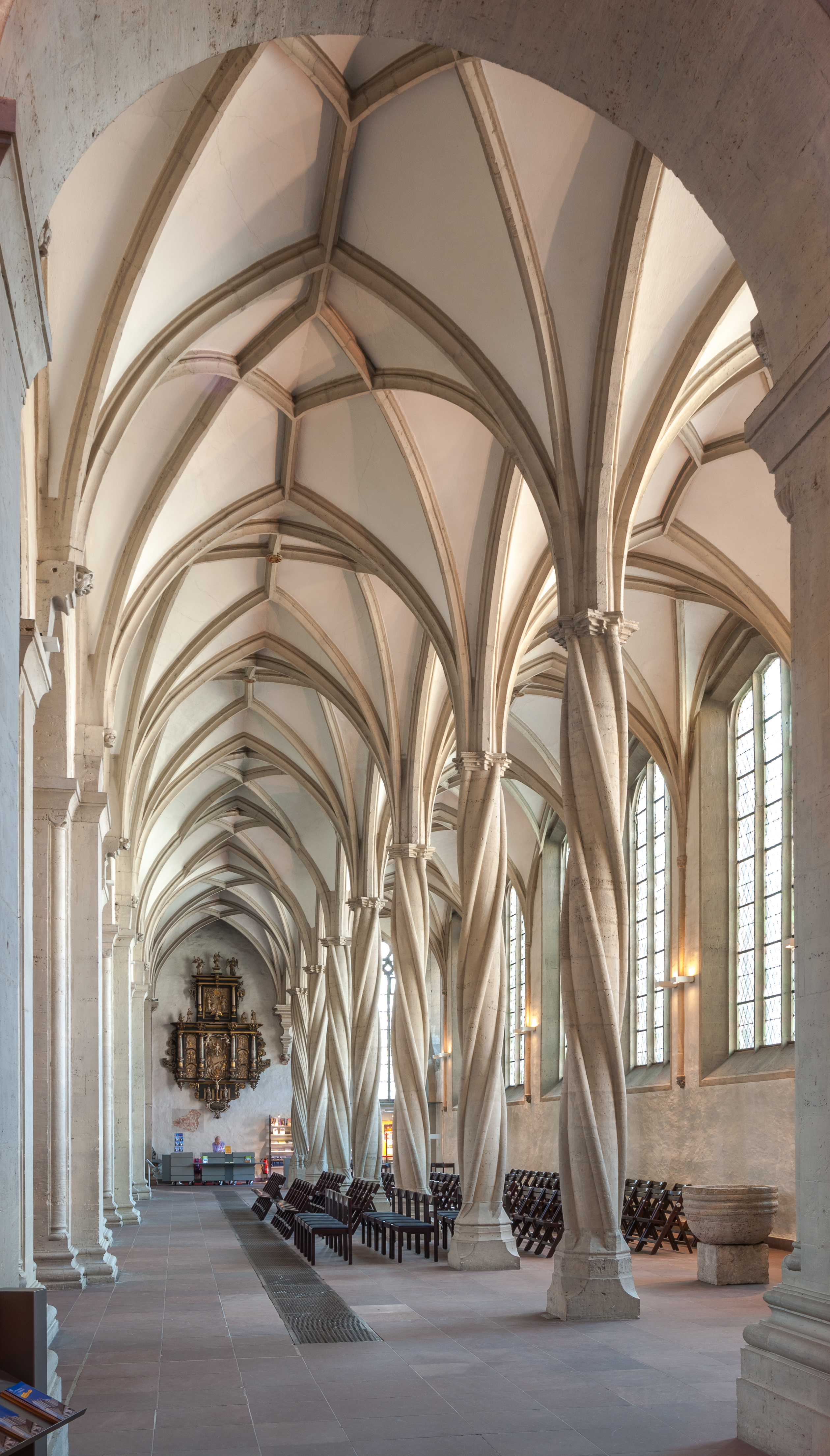
Gedraaide zuilen in het noordelijk zijschip
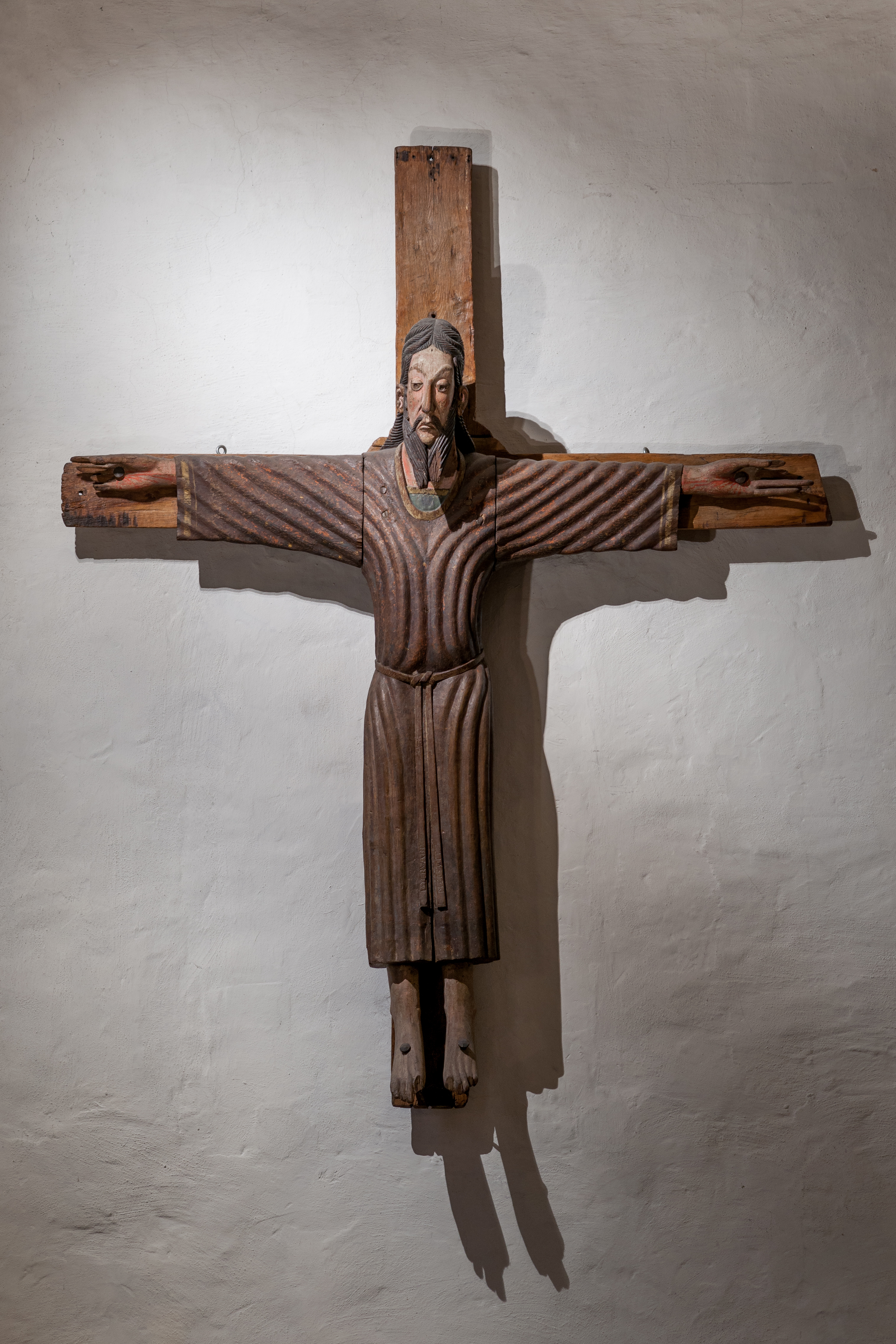
Imervardkruis
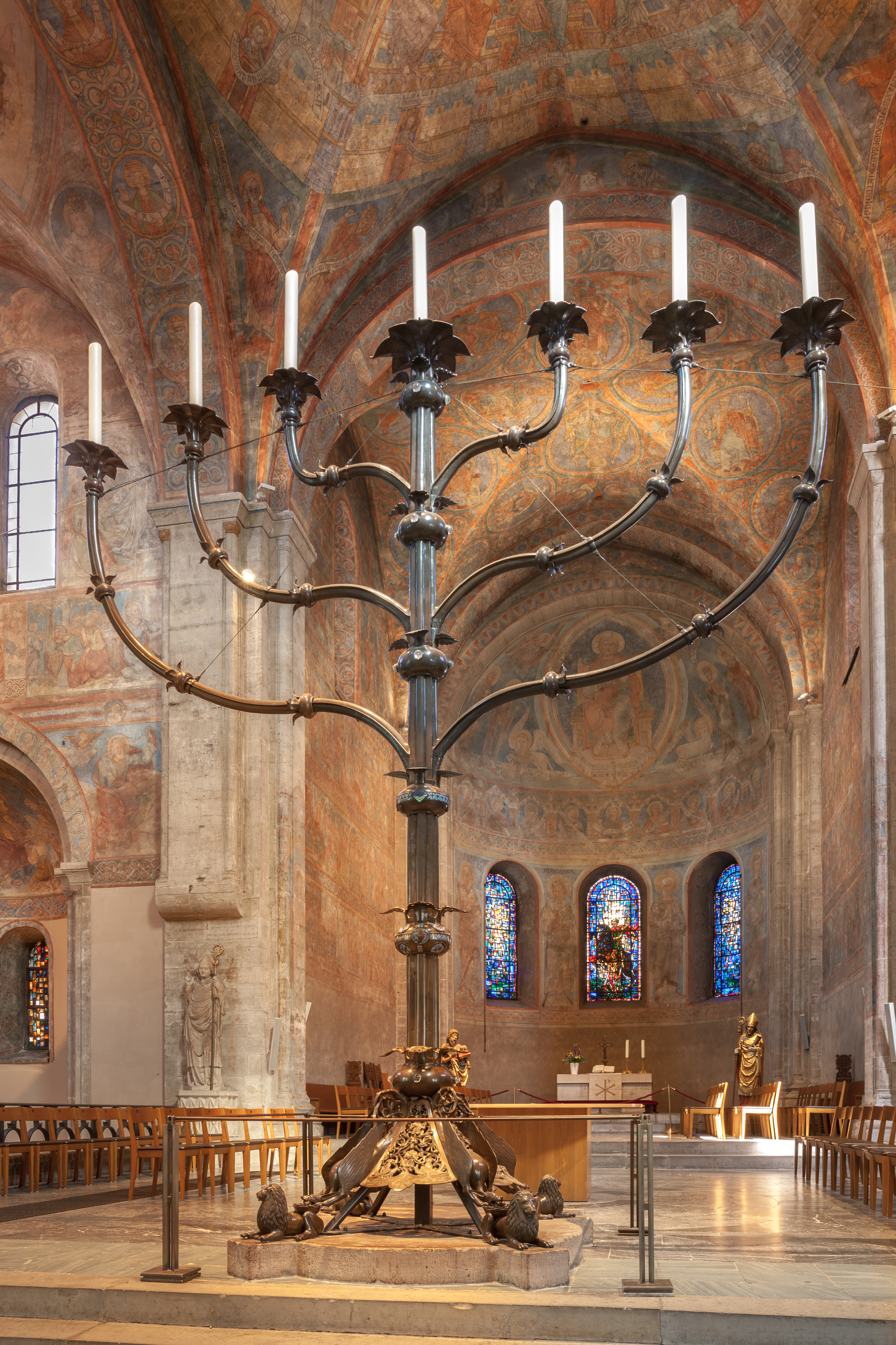
Zevenarmige kandelaar
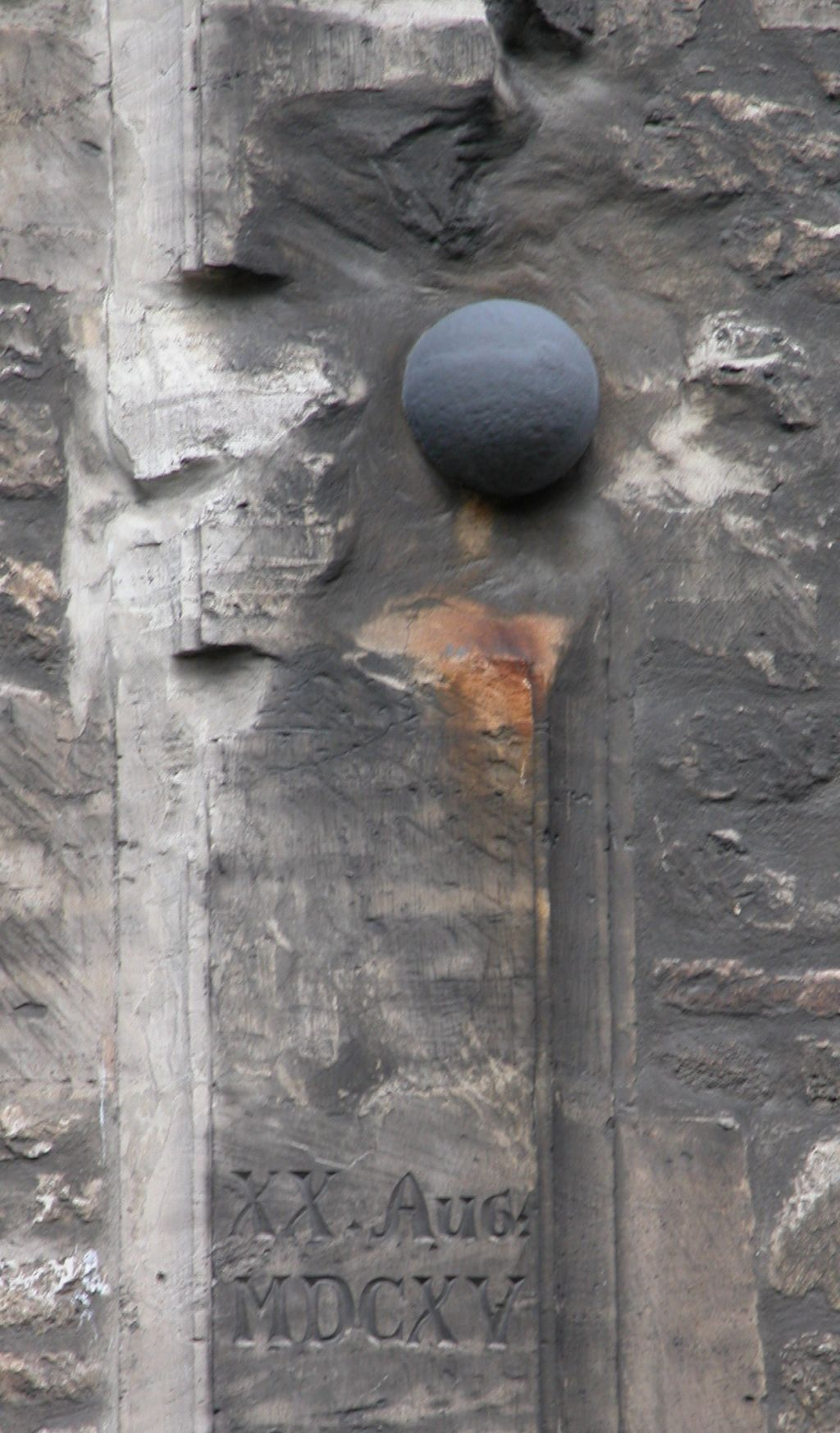
De kogel in de oostelijke muur